# Бершадський Юлій Рафаїлович
Бершадський Юлій Рафаїлович (9 січня 1869, Тирасполь, Бесарабська губернія, Російська імперія — 20 вересня (в ін. джерелах зустрічається дата 26.09) 1956, Свердловськ, РРФСР, СРСР) — український художник єврейського походження, майстер портрету, пейзажу.

## Життєпис
Народився у в бідній єврейській родині. Батько майбутнього художника не мав змоги гідно забезпечити родину. Юлій Рафаїлович спочатку навчався в хедері, потім його перевели в народну школу, а пізніше — в повітове чотирикласне училище. Вже у хедері хлопець виявив великий потяг і здібності до малювання. Проте в ортодоксальній єврейській школі малювати заборонялося релігією. Тільки до малювання орнаментальних прикрас («мізрах») і розмальовки гральних карт хлопець міг застосувати свій талант.
У школі одразу виявив неабиякі здібності. Протягом першого місяця навчання він пройшов три відділення першого класу. Скульптор Іоріні, за старим звичаєм, давав копіювати хлопцеві естампи. Бершадський виконував їх блискуче, з копіткою закінченістю. Бершадський перейшов у гіпсово-головний клас, а в наступному році — у фігурно-гіпсовий.
У 1892 закінчив Одеську художню школу з двома срібними медалями. Він залишається ще два роки в Одесі через брак коштів. Через два роки у 1894 Бершадський вступає до Петербурзької академії мистецтв.
У 1899 закінчив Академію, виконавши картину «Базар на півдні» Це одне з ґрунтовніших творів майстра. На картині зображена базарна площа з групами людей і купою кавунів, залитих сонцем.
Через деякий час повертається до Одеси, але не пориває зв'язків з Петербургом. Усі свої нові картини він спочатку виставляє на Одеських виставках, а потім — на весняних академічних.
У 1906 разом із дружиною їде за кордон. Метою подорожі було подальше художнє вдосконалення, вивчення класичного живопису в музеях і знайомство з сучасним західним мистецтвом на виставках. Художник відвідує Париж, Мюнхен, Відень і Берлін.
Як зазначає Ігор Шаров, найбільше майстра вразив Париж. Місто підкорило величчю своїх перспектив та ансамблів. Потім — Лувр і Люксембург. А у Берлінському музеї художника вразили твори Веласкеса і Рембрандта.
Повернувшись до Одеси, Бершадський займається викладацькою діяльністю, працює над новими творами, щороку бере участь у виставках південноросійських художників.
У 1907 відкриває приватну художню студію. Поряд з учнями з багатих родин, він безкоштовно навчав талановитих дітей одеської бідноти. Педагогічний метод Юлія Бершадського полягає не стільки у поясненні, скільки у показі. Впевнений у собі, в своєму практичному знанні колориста і рисувальника, Бершадський, що знає можливості палітри, впевненою рукою показує студенту побудову форми, метод рисування будь-якої деталі: носа, ока, вуха; знайомить із змішуванням тону на палітрі, щоб домогтися кольору натури.
З 1933 професор Одеського художнього училища, з 1934 — професор на архітектурному факультеті Інституту інженерів цивільного будівництва.
У 1935 відбулася персональна виставка Бершадського. Саме тоді вперше громадськість ознайомилась з творчістю митця.
На початку війни Бершадський був евакуйований на Урал у місто Свердловськ. Не дивлячись на похилий вік, митець продовжував працювати. Був професором кафедри архітектури Уральського політехнічного інституту, створив цілу галерею портретів вчених і діячів культури. У 1949 року в Свердловську відбулася персональна виставка 80-річного художника.

## Творчість
Митець виробив власну манеру, що склалася поступово поряд із впливом окремих майстрів. У ранніх пейзажах Бершадський відчув вплив Левітана, в подальшому — вплив Архипова, з його дослідами щодо світла, а потім Рєпіна і Сєрова. Визначився жанровий вибір Юлія Рафаїловича — це, в першу чергу портрет і побутовий жанр. Найулюбленіші техніки — пастель і олія.
Головні риси для творів Бершадського — це світлі тони, детальне письмо, зрозуміла проста композиція. Із самого початку свого творчого шляху Бершадський був і залишився реалістом.